# Шато Тјери
Шато Тјери (фр. Château-Thierry) је насељено место у Француској у региону Пикардија, у департману Ен (Пикардија).
По подацима из 2011. године у општини је живело 14.413 становника, а густина насељености је износила 870,88 становника/km².

## Демографија
| 1962.  | 1968.  | 1975.  | 1982.  | 1990.  | 2011.  |
| ------ | ------ | ------ | ------ | ------ | ------ |
| 10.006 | 11.049 | 13.491 | 14.557 | 15.312 | 14.413 |